# مجموعة بلومزبري
مجموعة البلومزبري مجموعة من الفنانين والكتاب البريطانيين الذين كانوا يقطنون بالقرب من لندن. في بداية القرن العشرين كانوا يجنمعون في منطقة وسط لندن تدعى البلومزبري في منزل تشارلستون وأطلق عليهم لاحقًا مجموعة البلومزبري. كان لهذه المجموعة أثر بالغ في في الأدب والاقتصاد والنقد.